# Epiphragma klossi
Epiphragma klossi är en tvåvingeart som beskrevs av Enrico Adelelmo Brunetti 1918. Epiphragma klossi ingår i släktet Epiphragma och familjen småharkrankar. Inga underarter finns listade i Catalogue of Life.